# Renca (kommun)
Renca är en kommun i Chile.   Den ligger i provinsen Provincia de Santiago och regionen Región Metropolitana de Santiago, i den södra delen av landet. Huvudstaden Santiago de Chile ligger i Renca.
Runt Renca är det i huvudsak tätbebyggt. Runt Renca är det mycket tätbefolkat, med 3 757 invånare per kvadratkilometer.